# Divnoe
Divnoe (Дивное), fino al 1946 in tedesco Neuendorf, è un comune rurale (Sel’skoe poselenie) della Russia, nell'Oblast' di Kaliningrad.

## Geografia antropica
Nel territorio comunale sono compresi i seguenti centri abitati (Poselok – Поселок):
- Divnoe (Дивное)
- Krylovka (Крыловка)
- Nivy (Нивы)
- Parusnoe (Парусное)
- Prozorovo (Прозорово)
- Tihorečenskoe (Тихореченское)
- Cvetnoe (Цветное)
- Čeremuhino (Черемухино)